# Paint in watercolour
Paint in Watercolour（ペイント・イン・ウォーターカラー）は日本のバンド。

## メンバー
- 布川 正人（ボーカル・ギター）
- 関口 賢一（ギター）
- 丸山 正行（ベース）
- 佐京 繁実（ドラムス）

### 旧メンバー
- 清水 学（ベース）

## 経歴
1983年、ギターの関口、ベースの清水がバンド活動を始める。1989年、何度かのメンバーチェンジの末、メンバーが固定し、新潟のライブハウスで活動を行う。1990年に12インチ「In These Things」、1991年8月にEP「flow」をリリース。1992年6月、シングル「Glare」でXEO Invitationからメジャー・デビュー、同年7月に1stアルバム「Unknown」、1993年4月、2ndアルバム「Velocity」をリリース。